# Барбара-Ельжбета Замойська
Барбара-Ельжбета Замойська, до шлюбу Вишневецька (1701—1770) — аристократка з роду Вишневецьких, дружина магната Михайла Здислава Замойського. Низка дослідників називають її Катериною (Катажиною), плутаючи з матір'ю або донькою.

## Життєпис
Походила з князівського роду Вишневецьких. Друга донька Михайла Сервація Вишневецького, гетьмана великого литовського, та Катерини Дольської. Народилася в 1701 році у Вишнівці. Здобула класичну освіту як для жінок-аристократок того часу. 1722 року стала дружиною ловчого великого коронного Міхала Замойського. У 1725 році втратила матір.
У 1732 році після призначення чоловіка смоленським воєводою проводила час, подорожуючи Волинню та Великим князівством Литовським, часто мешкаючи у Варшаві. У 1733 році отримала в управління частину Любашівських володінь. 1735 року після смерті чоловіка керувала власним посагом (частиною володінь Вишневецьких), переважно мешкаючи в Любашові або Вишневці.
1741 року видала доньку за представника магнатського роду Мнішеків. У 1744 році після смерті батька стала керувати значними володіннями Вишневецьких, але вимушена була вступити у судові суперечки зі своїми небожами щодо розділу володінь Вишневецьких. У цьому їй допомагав зять Ян Кароль Мнішек. 1746 року передала усі права на маєтності останньому. Після смерті зятя в 1759 році разом із донькою керувала володіннями Вишневецьких.  
Померла в 1770 році.

## Родина
Чоловік — Міхал Здзіслав Замойський.
Діти:
- Катерина (бл.1722—1771), дружина Яна Кароля Мнішека, підкоморія Великого Литовського.